# Finglas
Finglas (irl.: Fionnghlas) – przedmieście Dublina w Irlandii, położone w północnej (Northside) części miasta, w hrabstwie Fingal. Dzielnica jest położona przy autostradzie M50 oraz w niedalekiej odległości od lotniska w Dublinie.